# Morten Thrane Brünnich
Morten Thrane Brünnich, danski zoolog in mineralog, * 30. september 1737, København, Danska, † 19. september 1827, København.
Rodil se je v Københavnu kot sin slikarja portretov. Študiral je orientalske jezike in teologijo, a ga je kmalu pričelo zanimati tudi prirodoslovje. Njegovi opisi žuželk so postali del knjige Den danske Atlas Erika Pontoppidana. Ko je postal skrbnik prirodoslovne zbirke sodnika Christiana Fleischerja, se je posvetil ornitologiji; leta 1764 je izšlo njegovo delo Ornithologia Borealis, kjer so opisane mnoge ptice Skandinavije, nekatere med njimi prvič sploh. Istega leta je izšla njegova Entomologia, nato pa je odšel na štiriletno študijsko popotovanje po Evropi. Med drugim se je posvečal raziskavam rib v Sredozemskem morju in na to temo leta 1768 izdal delo Ichthyologia Massiliensis. Po povratku na Dansko je dobil položaj predavatelja prirodoslovja in ekonomije na Univerzi v Københavnu, kjer je ustanovil prirodoslovni muzej in napisal učbenik Zoologiae fundamenta. V stiku je bil z mnogimi drugimi evropskimi naravoslovci, kot so Carl Linnaeus, Peter Simon Pallas in Thomas Pennant ter bil član Kraljeve danske akademije znanosti in književnosti (Kongelige Danske Videnskabernes Selskab). 
Leta 1789 je bil proti svoji volji poslan na Norveško, kjer je dobil delo glavnega rudarskega uradnika in nato direktorja rudnikov srebra v Kongsbergu, ki so bili v globoki finančni in strukturni krizi. Poskušal je uvesti dolgoročne ukrepe za izboljšanje stanja, a je podjetje leta 1805 kljub temu propadlo.
Na Dansko se je vrnil leta 1814 in živel tam do svoje smrti leta 1827. V tem času je zbral mnogo zgodovinskih dokumentov o rudarstvu na Norveškem in izdal več knjig o tej tematiki. Dokumente danes hrani norveški nacionalni arhiv, knjige pa predstavljajo pomemben vpogled v zgodovino tega obdobja.

## Dela
- Prodromus insectologiæ Siælandicæ. København 1761.
- Die natürliche Historie des Eider-Vogels. København 1763.
- Eder-Fuglens Beskrivelse. København 1763.
- Tillæg til Eder-Fuglens Beskrivelse. København 1763.
- Entomologia. Godiche, København 1764.
- Ornithologia borealis. Kall & Godiche, København 1764.
- Ichthyologia Massiliensis. Roth & Proft, København, Leipzig 1768.
- Appendix to Cronstedt's Mineralogy. London 1772.
- Zoologiæ fundamenta praelectionibus academicis accommodata. Pelt, København 1771/72.
- Mineralogie. Simmelkiær & Logan, København, St. Peterburg 1777-81.
- Dyrenes Historie og Dyre-Samlingen ud Universitetes Natur-Theater. København 1782.
- Literatura Danica scientiarum naturalium. København, Leipzig 1783.
- Catalogus bibliothecæ historiæ naturalis. København1793.
- Historiske Efterretninger om Norges Biergverker. København 1819.
- Kongsberg Sölvbergwerk i Norge. København 1826.